# 森本貫一
森本 貫一（もりもと かんいち、1888年（明治21年）6月1日 - 1979年（昭和54年）9月26日）は、日本の技術者、実業家。三菱化成工業（現三菱ケミカル）社長や、旭硝子（現AGC）社長、電気化学協会会長を務めた。正四位勲二等瑞宝章。

## 人物・経歴
熊本県宇土市生まれ。第五高等学校を経て、1915年九州帝国大学工科大学応用化学科卒業、旭硝子入社。1940年尼崎工場長。1944年三菱化成工業常務取締役、日本板硝子取締役。1946年に三菱化成工業社長に就任したが同年公職追放となった。1951年旭硝子会長、旭化学工業奨励会理事長。
1952年から旭硝子社長を務め、高度経済成長期に、ブラウン管用ガラスや、自動車用ガラスの製造を進めた。1954年三菱セメント取締役。
1959年藍綬褒章受章。1962年宇土市名誉市民。
1963年電気化学協会会長。1964年勲三等旭日中綬章受章。1967年旭硝子会長。1972年には田所芳秋、伊奈長三郎、鮎川武雄、山内俊吉らとともに日本セラミックス協会名誉会員に選出された。1979年正四位勲二等瑞宝章。